# Diméthoxyéthane
Le diméthoxyethane, également connu sous les noms de glyme, monoglyme, diméthyl glycol, éthylène glycol diméthyl éther, diméthyl cellosolve et  DME, est un liquide clair, incolore, de la famille des éther-oxydes, utilisé comme solvant. 

## Propriétés
Le diméthoxyéthane est miscible à l'eau. Il forme des complexes chélates avec les cations et agit comme ligand bidentate.

## Synthèse
Le DME peut être synthétisé selon de nombreuses méthodes :
- par synthèse de Williamson, en faisant réagir le 2-méthoxyéthanolate de sodium (lui-même préparé en faisant réagir le 2-méthoxyéthanol avec le sodium) avec le chlorométhane :

2 CH3OCH2CH2OH + 2 Na → 2 CH3OCH2CH2ONa + H2↑,
CH3OCH2CH2ONa + CH3Cl → CH3OCH2CH2OCH3 + NaCl,
- par alkylation du 2-méthoxyéthanol avec le sulfate de diméthyle,
- par clivage de l'oxyde d'éthylène en présence de diméthyl éther. Cette réaction est catalysée par les acides de Lewis (par exemple le trifluorure de bore ou son complexe avec le diméthyl éther). Cette méthode n'est pas particulièrement sélective et produit le diglyme, le triglyme, le tétraglyme et d'autres glymes comme sous-produits. Le mélange réactionnel est séparé par distillation :

CH3OCH3 + CH2CH2O → CH3OCH2CH2OCH3.

## Utilisation
Le diméthoxyéthane est souvent utilisé comme alternative au diéthyl éther ou au THF, bouillant à plus haute température. De par ses propriétés de ligand, il est souvent utilisé en chimie organométallique comme avec les réactifs de Grignard, pour la réduction des hydrures et pour des réactions catalysées par le palladium, comme la réaction de Suzuki ou le couplage de Stille.
Le diméthoxyéthane est aussi un bon solvant pour les oligo- et polysaccharides.
Avec des composés à haute permittivité (par exemple le carbonate de propylène), le diméthoxyéthane est utilisé comme composé à faible viscosité du solvant pour électrolytes dans les batteries au lithium.